# エルンスト・リュディガー・フォン・シュターレンベルク

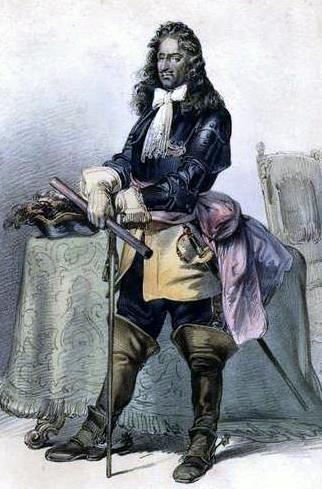
リュディガー・フォン・シュターレンベルク（1683年）

エルンスト・リュディガー・フォン・シュターレンベルク（Ernst Rüdiger von Starhemberg, 1638年1月12日 - 1701年1月4日）は、オーストリアの貴族・軍人。同じく軍人のグイード・フォン・シュターレンベルクは従弟に当たる。
グラーツで生まれオーストリア軍に入隊、ライモンド・モンテクッコリの下でオスマン帝国と戦い、1664年のセントゴットハールドの戦いでオスマン帝国を打ち破っている。1683年にオスマン帝国がウィーン遠征を敢行すると神聖ローマ皇帝レオポルト1世からウィーン防衛司令官に任じられ、7月から9月まで行われたオスマン帝国のウィーン攻撃を耐え抜き、オーストリアの勝利に貢献した（第二次ウィーン包囲）。戦後レオポルト1世から恩賞として元帥に任命された。
大トルコ戦争にも従軍したが、1686年のブダ包囲戦で重傷を負い引退、1688年から亡くなるまで軍事委員会総裁を務めた。1701年、ウィーンで62歳で亡くなり、遺体はウィーンのショッテン修道院に埋葬された。
フランスの亡命貴族だったプリンツ・オイゲンの力量を見抜き、1697年にオイゲンの従兄のバーデン辺境伯ルートヴィヒ・ヴィルヘルムと共にレオポルト1世にオイゲンを推薦、対オスマン帝国方面司令官に起用させ出世のきっかけを与えた。また、20世紀に護国団を結成したエルンスト・シュターレンベルクは傍系の子孫に当たる。